# Mistekowie

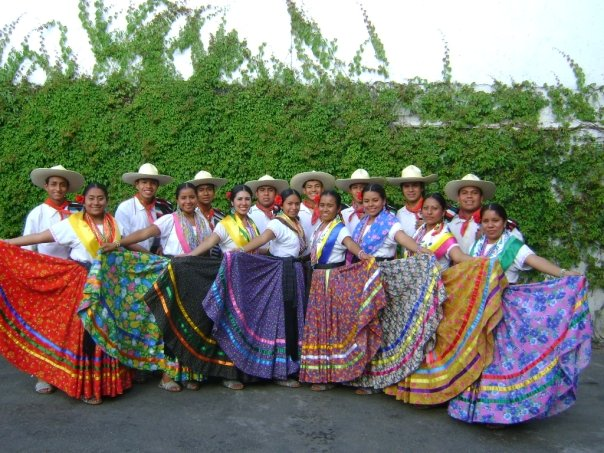
Mistekowie w strojach ludowych

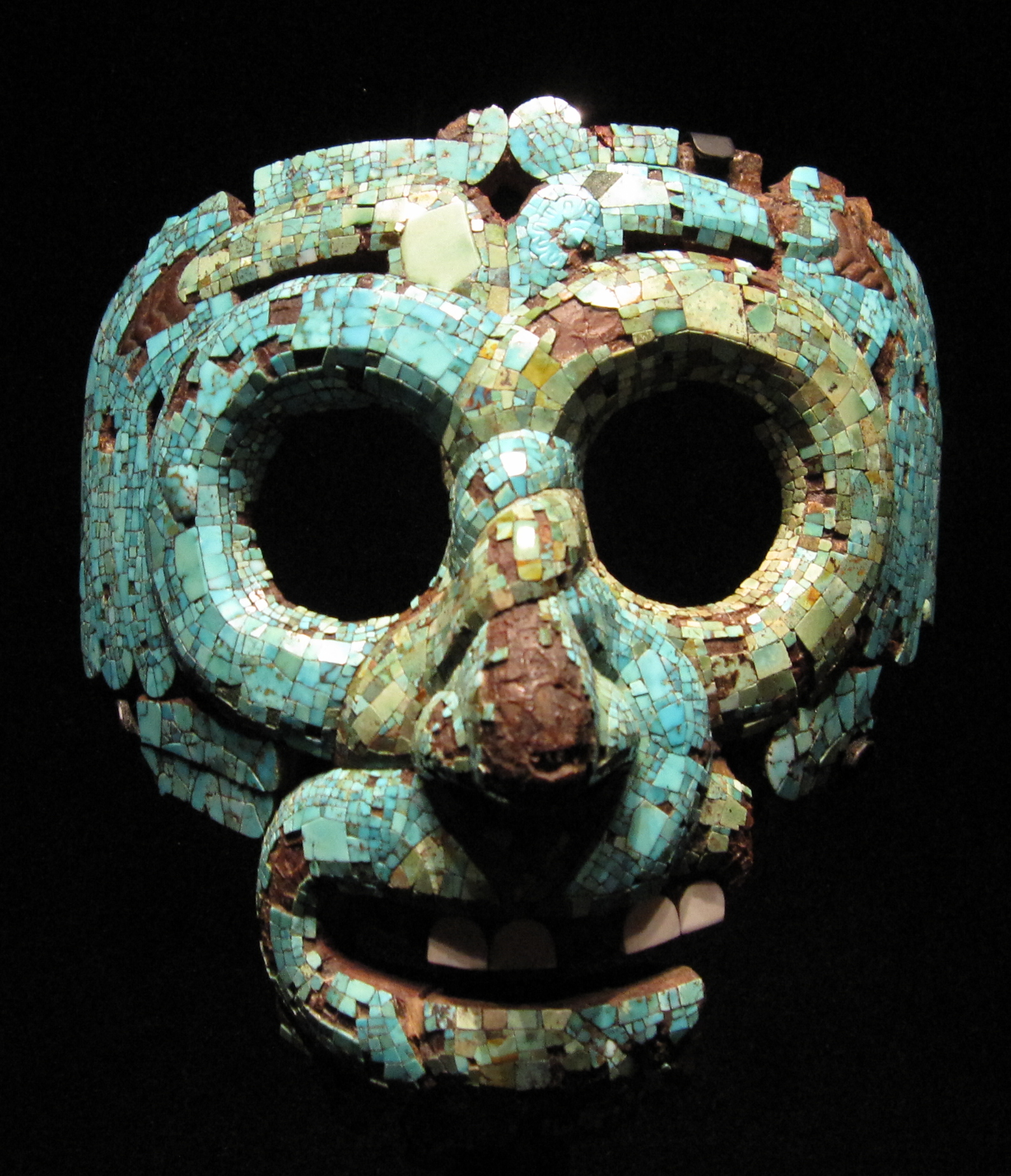
Mistecko-aztecka maska turkusowa (1400–1521 r.)

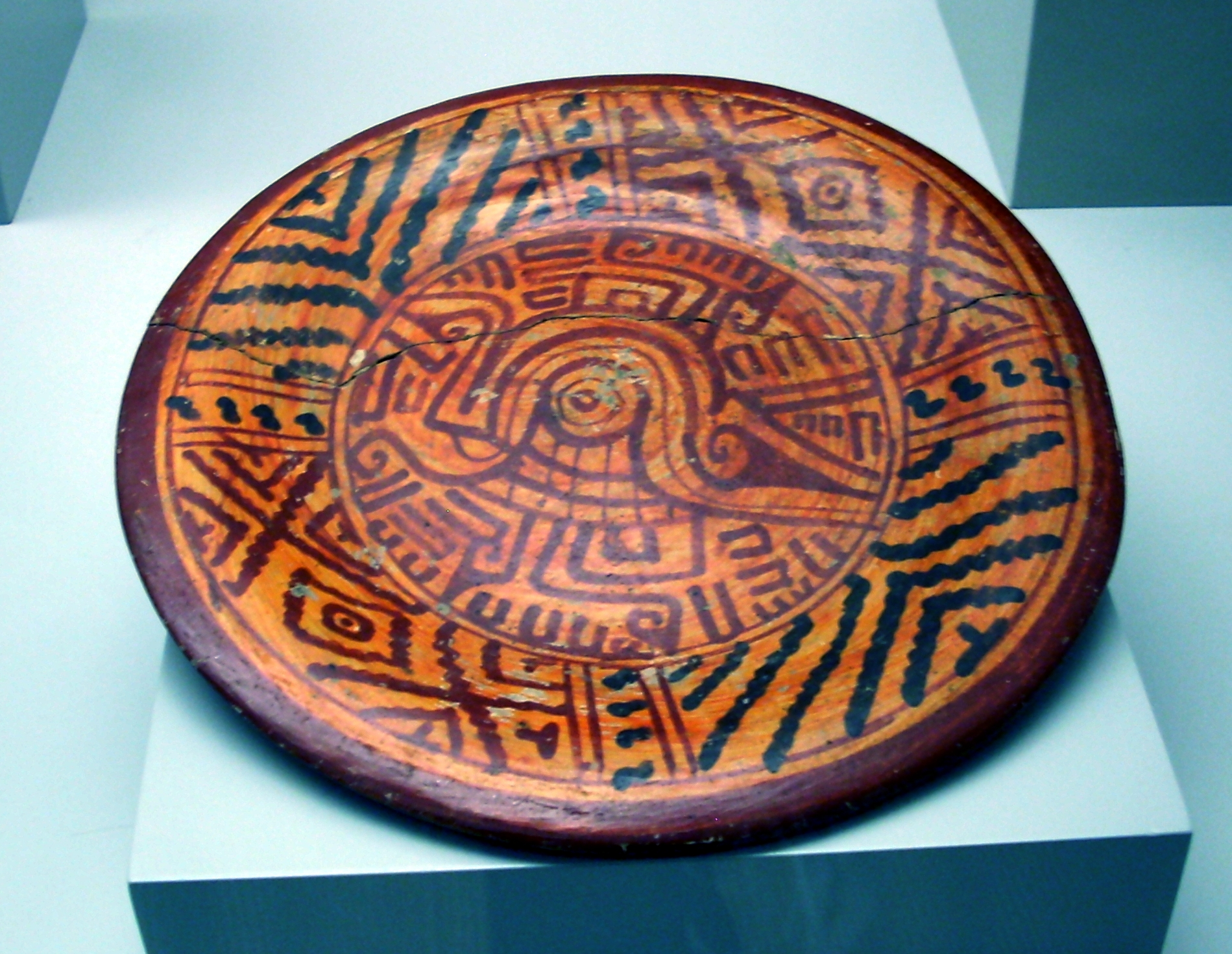
Ceramika mistecka

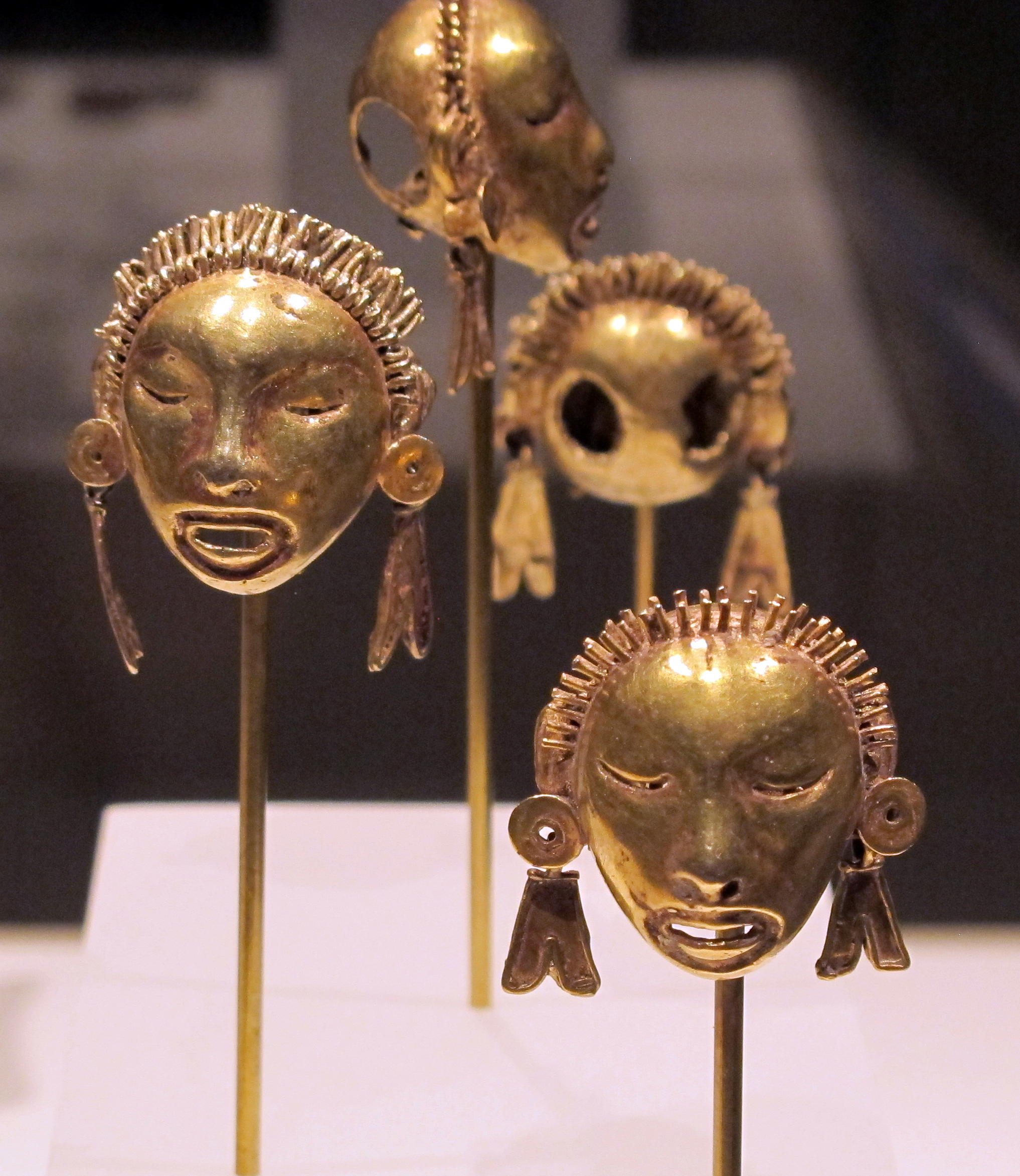
Mistecko-azteckie wyroby jubilerskie

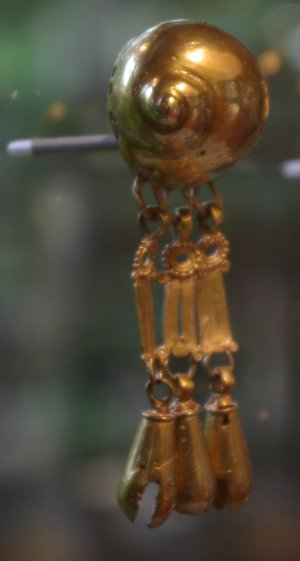
Misteckie wyroby jubilerskie

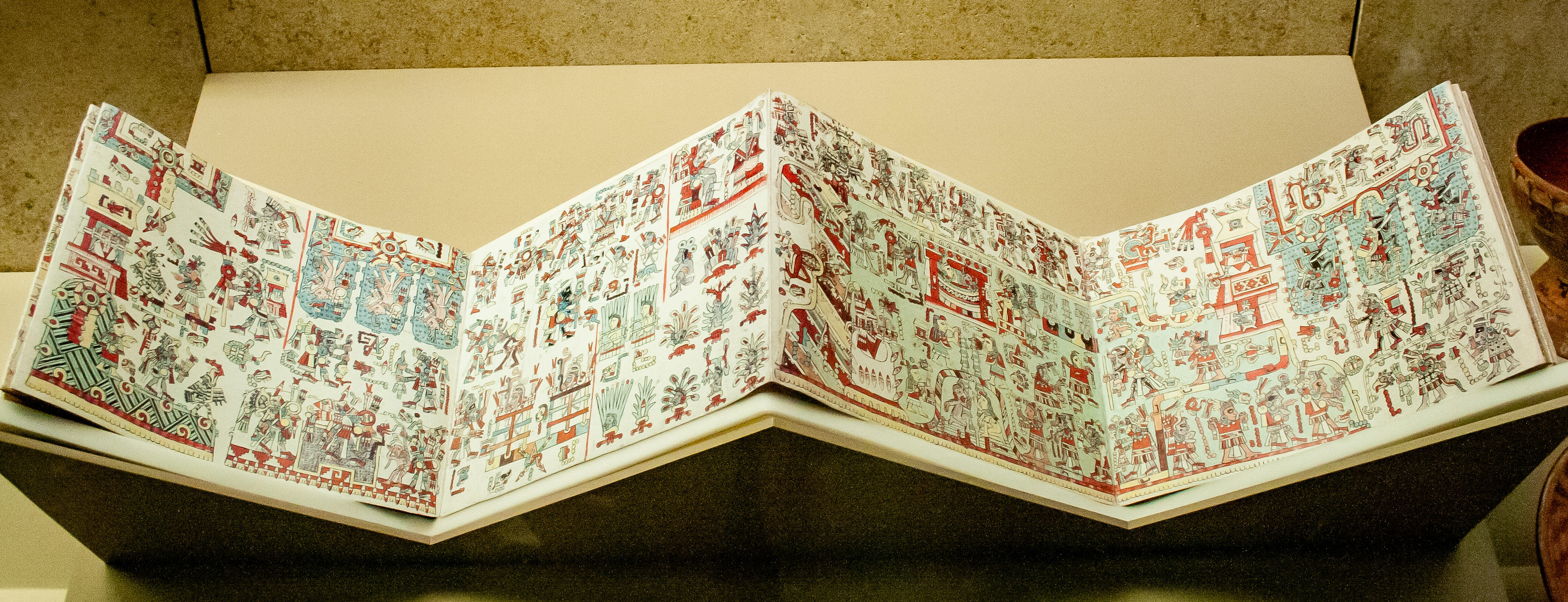
Kodeks Zouche-Nuttall

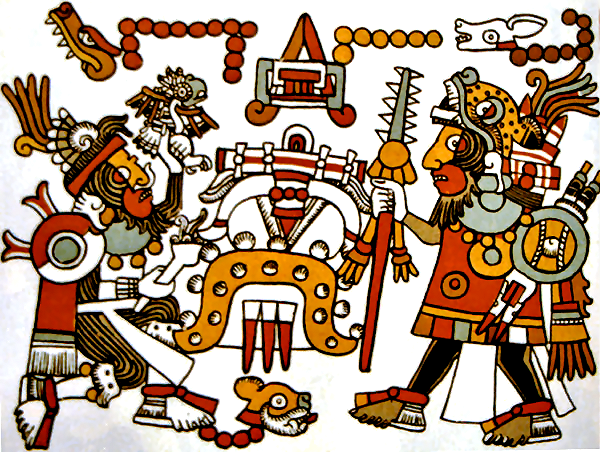
Mistecki król-wojownik z Kodeksu Zouche-Nuttall

Mistekowie (Misztekowie, Mixtekowie) – grupa rdzennych mieszkańców Meksyku, zamieszkująca górskie tereny i doliny obecnego stanu Oaxaca, a także stany Guerrero i Puebla, w południowym Meksyku. Region ten tradycyjnie nazywa się La Mixteca. Misteków (oraz ich region) dzieli się zwyczajowo na część wyżynną (mixteca alta, stąd nazwa określająca ich jako „mieszkańców krainy chmur”), nizinną (mixteca baja) oraz przybrzeżną (mixteco de la costa).
Posługują się zróżnicowaną grupą dialektów języka misteckiego.

## Historia
Wczesny okres rozwoju kultury Misteków charakteryzuje się względnie bezkrwawymi (prawdopodobnie w wyniku związków rodzinnych lub innych starań dyplomatycznych) zmaganiami z Zapotekami o kontrolę nad terenami Doliny Oaxaca. Od około 700 roku rozszerzyli teren zasiedlenia, opanowując centra kultury Zapoteków i rozpoczynając integrację państewek (Coixtlahuaca, Achiutla, Teozacoalco, Tilantongo, Tlaxiaco, Yanhuitlán i najpotężniejszy z nich Tututepec). Mistekowie jednakże nigdy nie stworzyli wielkiego imperium, ich terytorium podzielone było na małe państewka rządzone przez niezależnych władców. W IX w. podbili Cholulę w stanie Puebla. Jedyny okres potęgi można odnotować w XI wieku (1011–1063), kiedy to wyruszając ze swojej stolicy Tilantongo, podbili południowe Puebla i Tututepec na wybrzeżu Pacyfiku. Przed początkiem XIV w. Mistekowie zajęli opuszczone przez Zapoteków Monte Albán, największe miasto kultury zapoteckiej. W końcu zostali podbici przez Azteków i zasilili ich imperium.

## Kultura
Cała kultura mistecka stanowiła wstępną fazę dla kultury azteckiej. Ich bogowie byli tymi samymi bogami azteckimi, znaki tymi samymi, co na subskrypcjach azteckich. Zajmowali się rolnictwem i tkactwem artystycznym. Byli znanymi i cenionymi artystami Mezoameryki, specjalizując się głównie w przedmiotach ze złota i turkusów.

### Kodeksy
Najciekawszą spuścizną po Mistekach są kodeksy, zapisane na skórze jelenia lub korze drzewnej oraz w formie epopei ludowych śpiewanych przez lud. Część z nich powstało przed podbojem hiszpańskim, a część po podboju. Do pierwszej kategorii – kodeksów prekolumbijskich zalicza się, mimo wątpliwości: Kodeks Becker (?), Kodeks Egerton, Kodeks Zouche-Nuttall i Kodeks Vindobonensis. Do drugiej – kodeksów nowożytnych: Kodeks Baranda, Kodeks Bodley, Kodeks Dehesa, Kodeks Muro, Kodeks Selden, Kodeks Tulane i Kodeks Yanhuitlan.
W kodeksach można znaleźć daty urodzin, ślubów książąt, ich podbojów i zgonów. Wielu tych książąt przeistoczyła się później w bogów azteckich a walki ziemskie w zmagania bogów. Przykładem tego może być władca Tizoc przeistoczony w boga Huitzilopochtli. Z kodeksów odczytano datę panowania pierwszego władcy 9 Vieno-Craneo-de-Pietra, urodzonego 692 r. n.e. Mistekowie urządzali ceremonie związane głównie z rolnictwem, oddawali cześć bogom różnych zawodów i bóstwom lokalnym. Za święte miejsca uznawali jaskinie, a do najsłynniejszej należała Apoala, gdzie według legend z głębi ziemi wyszli, zrodzeni z drzewa, pierwsi władcy: kobieta i mężczyzna.

### Koncepcja raju
Według mitologii Misteków, w raju mieszkała wielka para bóstw stwórczych i rodzicielskich o wspólnym imieniu Jeden Jeleń. Według mitu para ta spowodowała, że z ogromnej skały wytrysnęła woda, a następnie pobudowała na tej skale wspaniałe domy, które służyły jej jako ziemska siedziba. Najwyższy dom podpierał niebo i w nim również przechowywano miedziany topór. Wszystkie domy razem wzięte stanowiły rodzaj raju i miejsca obfitości. W raju znajdowało się drzewo pochodzenia Misteków, najczęściej przedstawiane jako wyrosłe z głowy kobiety lub jako kobieta (prawdopodobnie bogini Chichihuahco), której głowa spoczywa na ziemi, ciałopień wznosił się prosto do góry, a spomiędzy jej rozłożonych nóg – konarów wychodziły nagie postacie – przodkowie Misteków. Mlekiem z tego drzewa żywiły się zmarłe niemowlęta, udające się do krainy zmarłych Tlaclocanu. Mistekowie wierzyli, że bogowie i królowie pochodzili właśnie z takiego drzewa. Raj Mistekowie utożsamiali z miejscem położonym niedaleko miejscowości Apoala.

### Panteon bóstw
Mistekowie czcili pierwotnie wielu bogów. Jednym z najważniejszych był bóg słońca Tonatiuh („Ten, Który Czyni Dzień”) oraz bóg kukurydzy Cohuya, bóg rozrodczości i życia Nituayuta, bóg myśliwych Qhuav, bóg deszczu, wody i piorunów Tzahui (będący tym samym wariantem Tlaloka), bóg płodności Hituayuta oraz bóg kupców i handlu Yozotoyua. Podczas ceremonii religijnych składano krwawe ofiary, przy czym najczęściej zabijano jeńców wojennych. Ważną boginią była Wichaana, stwórczyni ludzi i ryb. Uważana była za patronkę rybaków. Jej mąż, Cozaana, był natomiast bogiem rybaków i myśliwych.
Mistekowie czcili również, w świętym mieście Achiuta, wielki szmaragd, nazywany „sercem ludu” (Yostaltépetl). Kultywowali astronomię, posługiwali się dokładnym kalendarzem i używali pisma hieroglificznego, odmiennego od pisma Olmeków, Majów i Zapoteków.

## Współcześnie
Mistekowie żyją na swych terenach do dzisiaj w liczbie 500 tys. Mówią dziesięcioma dialektami. Żyją po części tak, jak żyli ich przodkowie, zamknięci w wąskich dolinach, lub też rozproszeni na górskich zboczach – z tą różnicą, że nie pamiętają o swojej świetności i legendarnym pochodzeniu od bogów.